# عزمي مسلم
عزمي مسلم (بالملايوية: Mohd Azmi Muslim)‏ هو لاعب كرة قدم ماليزي في مركز الدفاع، ولد في 17 أكتوبر 1986 في بينانق في ماليزيا. شارك مع منتخب ماليزيا تحت 23 سنة لكرة القدم ومنتخب ماليزيا لكرة القدم. أما مع النوادي، فقد لعب مع فيلدا يونايتد ونادي جوهر دار التعظيم ونادي سلاغور.